# Article 23
Pour les articles homonymes, voir Article 23.
 (octobre 2024).
Si vous disposez d'ouvrages ou d'articles de référence ou si vous connaissez des sites web de qualité traitant du thème abordé ici, merci de compléter l'article en donnant les références utiles à sa vérifiabilité et en les liant à la section « Notes et références ».
Pour plus de détails, voir Fiche technique et Distribution.
Article 23 est un film français de Jean-Pierre Delépine, sorti en 2012.

## Synopsis
L'article 23 de la Déclaration universelle des droits de l'homme dispose que chaque être humain a droit à un travail. À travers une histoire inspirée de faits réels, le film interroge la valeur travail et le drame du chômage.

## Distribution
- Thanh Ingle-Lai : Cécile Courtois
- Nicolas Buchoux : Cédric Panchot
- Alix Bénézech :  Alice Monfort
- Alexandra Bensimon : Madame Petiot
- Édouard Baer : la voix-off
- Louis Donval : Jean-Yves Courtois